# Emeric Marcier
Emeric Racz Marcier (Cluj, 21 de novembro de 1916 — Paris, 1 de setembro de 1990) foi um pintor e muralista romeno naturalizado brasileiro.
Embora tenha feito frequentes viagens à Europa, passou a maior parte de sua vida no Rio de Janeiro e em Barbacena. Sua obra é centrada nas paisagens e temas religiosos, aliando o ideário do expressionismo europeu aos sentimentos do barroco mineiro.

## Biografia
Marcier viveu em Bucareste e, de 1935 até 1938, estudou na Real Academia de Belas Artes de Brera (Accademia di Belli Arti de Brera), em Milão, conhecendo a pintura italiana do pré-renascimento. Em 1939, ele fez um curso de escultura na École Nationale Supérieure des Beaux-Arts, em Paris, onde montou seu ateliê. Formou-se na Brera defendendo tese sobre Pablo Picasso.
Em 1940, em conseqüência da Segunda Guerra Mundial, Marcier foi a Lisboa, onde se instalou na casa de Árpád Szenes e de Maria Helena Vieira da Silva. Colaborou com a revista Presença, mantendo contato com escritores portugueses.
No mesmo ano Marcier chegou à capital fluminense, onde foi acolhido por Jorge de Lima e por Mário de Andrade. Acabou naturalizando-se brasileiro.
Colaborou com a revista O Cruzeiro, viajando, em 1942, entre diversas cidades históricas mineiras. Entre 1947 e 1950, começou a trabalhar em obras murais, baseado na arte mural italiana dos séculos XIII e XIV (ver afresco). Marcier executou murais com temas religiosos em Barbacena, que se tornou o seu modelo de paisagens, na Capela Cristo Rei de Mauá, no ABC Paulista e no antigo convento dos Dominicanos (hoje Escola da Serra) em Belo Horizonte, onde pintou o "Encontro em Emaús", afresco que foi restaurado em 2009. A partir de 1971, sua morada passou a ser definitivamente o Rio de Janeiro.
Judeu por nascimento, Emeric Marcier converteu-se ao catolicismo após conhecer a arte barroca de Minas. Casou-se com Julia Weber Vieira da Rosa, uma tradutora e enfermeira da Cruz Vermelha, e teve sete filhos no Brasil; entre eles, está Jorge Tobias Marcier (1948-1982), que foi pintor como o pai.
Marcier morreu em Paris, de enfarte. No dia 6 foi sepultado em Barbacena, para onde seu corpo fora trasladado.
Marcier deixou um livro de memórias, editado após a sua morte pela Livraria Francisco Alves Editora, o Deportado para a vida.

## Homenagem em Barbacena
Com sua história de vida ligada à cidade de Barbacena, onde nasceram alguns dos seus filhos com a esposa Julita, em 1996 a Prefeitura adquiriu o Sítio Sant'Anna, onde erguera sua residência. A casa, tombada pelo patrimônio histórico municipal, passou a ser a sede do Museu Casa de Marcier, e seu entorno constitui o Parque Emeric Marcier. Localizados à Estrada do Faria s/nº, Bairro Monte Mário. Em 2004 a propriedade foi entregue à comunidade, após restauração.